# Lactobacil·lals
Els Lactobacillales són un ordre de bacteris grampositius, dins la divisió de les Firmicutes. Gèneres representatius són Enterococcus, Streptococcus, Lactococcus, Leuconostoc i Lactobacillus.
Produeixen àcid làctic com el major metabòlit de la fermentació del sucre. Són usats en la producció de productes lactis fermentats, com iogurt, formatge, mantega, crema de llet, crema agra, quefir i koumiss.
Els lactobacil·lals són també responsables de la fermentació malolàctica en la producció de vi, i en la fermentació del cabdell a sauerkraut xucrut.

## Bacteris generadors d'àcid làctic
- Carnobacterium
- Enterococcus
- Lactobacillus
- Lactococcus
- Leuconostoc
- Oenococcus
- Pediococcus
- Streptococcus
- Weissella